# Тутунсуз джамия
Тутунсуз джамия (на македонска литературна норма: Тутунсуз џамија; на турски: Tütünsüz Camii) е мюсюлмански обект, който се намира в община Гази Баба в Скопие. Според размера си е една от малките джамии, но според естетическия си вид и декоративните елементи е една от най-впечатляващите в града. В 2005 година членовете на вахабитското учение поемат контрола над джамията.
Предполага се, че е построена в XVII век. Самият връх на минарето е изключително впечатляващ и се вижда отдалеч, подавайки се над околните обекти. Истинско майсторство е показано при изграждането на шерефето. Неговата масивност позволява рядък фриз от каменни плочи, идеални за художествена гравюра. Долната част от шерефето е истински бродерия от камък, където декоративноста е особено пищна. Изследователите твърдят, че въпреки земетресението от 1963 година, минарето е напълно съхранено, а то е изградено от камък, тухла и обработен камък.